# Lijst van kiesdistricten voor de Bondsdag 2009
Deze lijst van kiesdistricten voor de Duitse Bondsdag 2009 vermeldt alle 299 kiesdistricten bij de verkiezingen voor de Bondsdag in 2009. Het aantal districten was hetzelfde als bij de verkiezingen in 2005, maar de verdeling over de verschillende Länder had een beperkte aanpassing ondergaan. De districten worden per deelstaat genummerd, vanaf het noorden naar het zuiden.

## Kiesdistricten per deelstaat
| Land                      | Aantal kiesdistricten | Nummering |
| ------------------------- | --------------------- | --------- |
| Sleeswijk-Holstein        | 11                    | 1–11      |
| Mecklenburg-Voor-Pommeren | 7                     | 12–18     |
| Hamburg                   | 6                     | 19–24     |
| Nedersaksen               | 30 (+1)               | 25–54     |
| Bremen                    | 2                     | 55–56     |
| Brandenburg               | 10                    | 57–66     |
| Saksen-Anhalt             | 9 (−1)                | 67–75     |
| Berlijn                   | 12                    | 76–87     |
| Noordrijn-Westfalen       | 64                    | 88–151    |
| Saksen                    | 16 (−1)               | 152–167   |
| Hessen                    | 21                    | 168–188   |
| Thüringen                 | 9                     | 189–197   |
| Rijnland-Palts            | 15                    | 198–212   |
| Beieren                   | 45                    | 213–257   |
| Baden-Württemberg         | 38 (+1)               | 258–295   |
| Saarland                  | 4                     | 296–299   |

Bundestagswahlkreise 2009

Ten opzichte van de verkiezingen in 2005 hebben Saksen en Saksen-Anhalt beiden een district moeten inleveren, terwijl Nedersaksen en Baden-Württemberg er beiden een bij hebben gekregen. In Nedersaksen werd het kiesdistrict Harburg opnieuw gevormd, terwijl in Baden-Württemberg het kiesdistrict Ravensburg – Bodensee werd opgedeeld. In alle vier Ländern werden daarnaast de grenzen van een aantal districten aangepast.

## Districten per deelstaat (Bundesland)
| Nr.                       | Kiesdistrict                                                                     | Gebied |  | Nr. | Kiesdistrict                                        | Gebied |
| ------------------------- | -------------------------------------------------------------------------------- | --- |  | --- | --------------------------------------------------- | --- |
| Sleeswijk-Holstein        |                                                                                  | |  |     |                                                     | |
| 1                         | Flensburg – Schleswig                                                            | Flensburg, Schleswig-Flensburg |  | 2   | Noord-Friesland – Dithmarschen Nord                 | Noord-Friesland, Dithmarschen (noordelijk deel) |
| 3                         | Steinburg – Dithmarschen Sud                                                     | Steinburg, Dithmarschen (zuidelijk deel), en van de Kreis Segeberg de gemeente Bad Bramstedt en het Amt Bad Bramstedt-Land |  | 4   | Rendsburg-Eckernförde                               | Rendsburg-Eckernförde minus de gemeenten Altenholz en Kronshagen |
| 5                         | Kiel                                                                             | Kiel, en in de Kreis Rendsburg-Eckernförde de gemeenten Altenholz en Kronshagen |  | 6   | Plön – Neumünster                                   | Plön, Neumünster, en in kreis Segeberg het Amt Boostedt-Rickling |
| 7                         | Pinneberg                                                                        | Pinneberg |  | 8   | Segeberg – Stormarn-Nord                            | Segeberg zonder Bad Bramstedt en de ambten Bramstedt-Land en Boostedt-Rickling en een deel van kreis Stormarn |
| 9                         | Oost-Holstein                                                                    | Oost-Holstein, en in de Kreis Stormarn de gemeente Reinfeld en het Amt Nordstormarn |  | 10  | Herzogtum Lauenburg – Stormarn-Sud                  | Herzogtum Lauenburg (zuidoostelijk deel) en kreis Stormarn (zuidelijk deel) |
| 11                        | Lübeck                                                                           | Lübeck en het noordwestelijk deel van de Kreis Herzogtum Lauenburg |  |     |                                                     | |
| Mecklenburg-Voor-Pommeren |                                                                                  | |  |     |                                                     | |
| 12                        | Wismar – Nordwestmecklenburg – Parchim                                           | Wismar, Nordwestmecklenburg, Parchim |  | 13  | Schwerin – Ludwigslust                              | Schwerin, Ludwigslust |
| 14                        | Rostock                                                                          | Rostock, Bad Oberan (oostelijk deel) |  | 15  | Stralsund – Nordvorpommern – Rügen                  | Stralsund, Nordvorpommern, Rügen |
| 16                        | Greifswald – Demmin – Ostvorpommern                                              | Greifswald, Demmim, Ostvorpommern |  | 17  | Bad Doberan – Güstrow – Müritz                      | Bad Doberan (westelijk deel), Güstrow, Müritz |
| 18                        | Neubrandenburg – Mecklenburg-Strelitz – Uecker-Randow                            | Neubrandenburg, Mecklenburg-Strelitz, Uecker-Randow |  |     |                                                     | |
| Hamburg                   |                                                                                  | |  |     |                                                     | |
| 19                        | Hamburg-Mitte                                                                    | Hamburg-Mitte minus Wilhelmsburg, in het Bezirk Altona het grootste deel van het stadsdeel Sternschanze, in het Bezirk Hamburg-Nord de stadsdelen Barmbek-Nord, Barmbek-Süd, Dulsberg, Hohenfelde en Uhlenhorst, en in het Bezirk Wandsbek het stadsdeel Eilbek                                     |  | 20  | Hamburg-Altona                                      | Het bezirk Altona minus Sternschanze |
| 21                        | Hamburg-Eimsbüttel                                                               | bezirk Eimsbüttel en in Altona een deel van het stadsdeel Sternschanze |  | 22  | Hamburg-Nord                                        | In het bezirk Hamburg-Nord de stadsdelen Alsterdorf, Eppendorf, Fuhlsbüttel, Groß Borstel, Hoheluft-Ost, Langenhorn, Ohlsdorf en Winterhude, in het bezirk Wandsbek de stadsdelen Hummelsbüttel, Poppenbüttel, Sasel, Wellingsbüttel, Lemsahl-Mellingstedt, Duvenstedt, Wohldorf-Ohlstedt en Bergstedt |
| 23                        | Hamburg-Wandsbek                                                                 | In het bezirk Wandsbek de stadsdelen Steilshoop, Rahlstedt, Bramfeld, Wandsbek, Farmsen-Berne, Volksdorf, Marienthal, Jenfeld en Tonndorf |  | 24  | Hamburg-Bergedorf – Harburg                         | bezirk Bergedorf, bezirk Harburg, en in het Bezirk Hamburg-Mitte het stadsdeel Wilhelmsburg |
| Nedersaksen               |                                                                                  | |  |     |                                                     | |
| 25                        | Aurich – Emden                                                                   | Aurich, Emden |  | 26  | Unterems                                            | Het noordelijke deel van de Kreis Emsland en de Kreis Leer |
| 27                        | Friesland – Wilhelmshaven                                                        | Friesland, Wilhelmshaven, Wittmund |  | 28  | Oldenburg – Ammerland                               | Oldenburg, Ammerland |
| 29                        | Delmenhorst – Wesermarsch – Oldenburg-Land                                       | Delmenhorst, Wesermarsch, Oldenburg-Land, |  | 30  | Cuxhaven – Stade II                                 | Cuxhaven en het noordelijk deel van de Kreis Stade |
| 31                        | Stade I – Rotenburg II                                                           | het zuidelijk deel van de Kreis Stade en het noordelijk deel van de Kreis Rotenburg |  | 32  | Mittelems                                           | Het zuidelijke deel van Emsland en Grafschaft Bentheim |
| 33                        | Cloppenburg – Vechta                                                             | Cloppenburg, Vechta |  | 34  | Diepholz – Nienburg I                               | Diephold, in de Kreis Nienburg de gemeenten Eystrup, Uchte en Grafschaft Hoya |
| 35                        | Osterholz – Verden                                                               | Osterholz, Verden |  | 36  | Rotenburg I - Soltau-Fallingbostel                  | Het zuidelijke deel van kreis Rotenburg en kreis Soltau-Fallingbostel |
| 37                        | Harburg                                                                          | Harburg |  | 38  | Lüchow-Dannenberg – Lüneburg                        | Lüchow-Dannenberg en Lüneburg |
| 39                        | Osnabrück-Land                                                                   | Osnabrück-Land minus Belm, Georgsmarienhütte, Hagen am Teutoburger Wald, Hasbergen en Wallenhorst |  | 40  | Stadt Osnabrück                                     | Osnabrück, en in Osnabrück-Land de gemeenten Belm, Georgsmarienhütte, Hagen am Teutoburger Wald, Hasbergen en Wallenhorst |
| 41                        | Nienburg II – Schaumburg                                                         | Nienburg minus de gemeenten Eystrup, Uchte en Grafschaft Hoya en Landkreis Schaumburg |  | 42  | Stadt Hannover I                                    | Hannover (noordelijk deel) |
| 43                        | Stadt Hannover II                                                                | Hannover (zuidelijk deel) |  | 44  | Hannover-Land I                                     | Burgdorf, Burgwedel, Garbsen, Isernhagen, Langenhagen, Neustadt am Rübenberge, Wedemark, Wunstorf |
| 45                        | Celle – Uelzen                                                                   | Celle en Uelzen |  | 46  | Gifhorn – Peine                                     | Kreis Gifhorn minus de Samtgemeinden Boldecker Land en Brome en kreis Peine |
| 47                        | Hamelen-Pyrmont – Holzminden                                                     | Hamelen-Pyrmont, Holzminden en in de Kreis Northeim de gemeenten Bodenfelde en Uslar |  | 48  | Hannover-Land II                                    | Barsinghausen, Gehrden, Hemmingen, Laatzen, Lehrte, Pattensen, Ronnenberg, Seelze, Sehnde, Springe, Uetze, Wennigsen |
| 49                        | Hildesheim                                                                       | Hildesheim |  | 50  | Salzgitter – Wolfenbüttel                           | Salzgitter, Wolfenbüttel en het noordelijke deel van kreis Goslar |
| 51                        | Braunschweig                                                                     | Braunschweig |  | 52  | Helmstedt – Wolfsburg                               | Helmstedt, Wolfsburg, en in het Gifhorn de Samtgemeinden Boldecker Land en Brome |
| 53                        | Goslar – Northeim – Osterode                                                     | Het zuidelijke deel van kreis Goslar, kreis Northeim minus Bodenfelde en Uslar en in kreis Osterode de gemeente Osterode am Harz en de Samtgemeinden Bad Grund en Hattorf |  | 54  | Göttingen                                           | Göttingen en in de Kreis Osterode de gemeenten Bad Lauterberg im Harz, Bad Sachsa en Herzberg am Harz |
| Bremen                    |                                                                                  | |  |     |                                                     | |
| 55                        | Bremen I                                                                         | Stad Bremen de stadsbezirken Ost en Mitte en een deel van Süd |  | 56  | Bremen II – Bremerhaven                             | Stad Bremen voor zover niet in Bremen I en Bremerhaven |
| Brandenburg               |                                                                                  | |  |     |                                                     | |
| 57                        | Prignitz – Ostprignitz-Ruppin – Havelland I                                      | Prignitz, Ostprignitz-Ruppin en in kreis Havelland de Ämter Friesack en Rhinow |  | 58  | Uckermark – Barnim I                                | Uckermark en het noordelijke deel van kreis Barnim |
| 59                        | Oberhavel – Havelland II                                                         | Oberhavel en het oostelijke deel van kreis Havelland |  | 60  | Märkisch-Oderland – Barnim II                       | Märkisch-Oderland en het zuidelijke deel van kreis Barnim |
| 61                        | Brandenburg a.d. Havel – Potsdam-Mittelmark I – Havelland III – Teltow-Fläming I | Brandenburg an der Havel, het zuidelijke deel van kreis Potsdam-Mittelmark, het zuidwestelijk deel van kreis Havelland en in kreis Teltow-Fläming de gemeenten Jüterbog en Niedergörsdorf |  | 62  | Potsdam – Potsdam-Mittelmark II – Teltow-Fläming II | Potsdam, het noordelijk deel van kreis Potsdam-Mittelmark en het noordelijk deel van Teltow-Fläming |
| 63                        | Dahme-Spreewald – Teltow-Fläming III – Oberspreewald-Lausitz I                   | Dahme-Spreewald, het zuidelijk deel van Teltow-Fläming en in Oberspreewald-Lausitz de gemeente Lübbenau |  | 64  | Frankfurt (Oder) – Oder-Spree                       | Frankfurt (Oder), Oder-Spree |
| 65                        | Cottbus – Spree-Neiße                                                            | Cottbus, Spree-Neiße |  | 66  | Elbe-Elster – Oberspreewald-Lausitz II              | Elbe-Elster, Oberspreewald-Lausitz minus Lübbenau |
| Saksen-Anhalt             |                                                                                  | |  |     |                                                     | |
| 67                        | Altmark                                                                          | Altmarkkreis Salzwedel, Stendal |  | 68  | Börde – Jerichower Land                             | Börde, Jerichower Land |
| 69                        | Harz                                                                             | Harz en het zuidwestelijk deel van kreis Salzland |  | 70  | Magdeburg                                           | Maagdenburg en het noordwestelijk deel van kreis Salzland |
| 71                        | Dessau – Wittenberg                                                              | Dessau-Roßlau, Wittenberg |  | 72  | Anhalt                                              | Anhalt-Bitterfeld en het middengedeelte van kreis Salzland |
| 73                        | Halle                                                                            | Halle (Saale), Saalekreis (nordöstl. Teil) |  | 74  | Burgenland – Saalekreis                             | Burgenlandkreis en het noordoostelijk deel van kreis Saalekreis |
| 75                        | Mansfeld                                                                         | Mansfeld-Südharz en het westelijk deel van kreis Saalekreis |  |     |                                                     | |
| Berlijn                   |                                                                                  | |  |     |                                                     | |
| 76                        | Berlin-Mitte                                                                     | Bezirk Mitte |  | 77  | Berlin-Pankow                                       | Bezirk Pankow minus het zuidoostelijke deel van Prenzlauer Berg |
| 78                        | Berlin-Reinickendorf                                                             | Bezirk Reinickendorf |  | 79  | Berlin-Spandau – Charlottenburg Nord                | Bezirk Spandau, en in het bezirk Charlottenburg-Wilmersdorf de wijk Charlottenburg-Nord |
| 80                        | Berlin-Steglitz – Zehlendorf                                                     | Bezirk Steglitz-Zehlendorf |  | 81  | Berlin-Charlottenburg – Wilmersdorf                 | Bezirk Charlottenburg-Wilmersdorf minus Charlottenburg-Nord |
| 82                        | Berlin-Tempelhof – Schöneberg                                                    | Bezirk Tempelhof-Schöneberg |  | 83  | Berlin-Neukölln                                     | Bezirk Neukölln |
| 84                        | Berlin-Friedrichshain – Kreuzberg – Prenzlauer Berg Ost                          | Bezirk Friedrichshain-Kreuzberg, en in het Bezirk Pankow het zuidoostelijke deel van Prenzlauer Berg |  | 85  | Berlin-Treptow – Köpenick                           | Bezirk Treptow-Köpenick |
| 86                        | Berlin-Marzahn – Hellersdorf                                                     | Bezirk Marzahn-Hellersdorf |  | 87  | Berlin-Lichtenberg                                  | Bezirk Lichtenberg |
| Noordrijn-Westfalen       |                                                                                  | |  |     |                                                     | |
| 88                        | Aachen                                                                           | Aken |  | 89  | Kreis Aachen                                        | kreis Aken |
| 90                        | Heinsberg                                                                        | Heinsberg |  | 91  | Düren                                               | Düren |
| 92                        | Erftkreis I                                                                      | In kreis Rhein-Erft-Kreis de gemeenten Bedburg, Bergheim, Pulheim, Elsdorf, Frechen, Hürth en Kerpen |  | 93  | Euskirchen – Erftkreis II                           | Euskirchen, in Rhein-Erft-Kreis de gemeenten Brühl, Erftstadt en Wesseling |
| 94                        | Köln I                                                                           | Keulen: een deel van het stadbezirk Innenstadt, stadbezirk Porz en stadbezirk Kalk |  | 95  | Köln II                                             | Keulen: stadbezirk Innenstadt voor zover niet in Köln 1, stadbezirk Rodenkirchen en stadbezirk Lindenthal |
| 96                        | Köln III                                                                         | Keulen: stadbezirk Ehrenfeld, stadbezirk Nippes en stadbezirk Chorweiler |  | 97  | Bonn                                                | Bonn |
| 98                        | Rhein-Sieg-Kreis I                                                               | Siegburg, Troisdorf, Eitorf, Hennef, Lohmar, Much, Neunkirchen-Seelscheid, Niederkassel, Ruppichteroth, Windeck |  | 99  | Rhein-Sieg-Kreis II                                 | Sankt Augustin, Königswinter, Alfter, Bad Honnef, Bornheim, Meckenheim, Rheinbach, Swisttal, Wachtberg |
| 100                       | Oberbergischer Kreis                                                             | Oberbergischer Kreis |  | 101 | Rheinisch-Bergischer Kreis                          | Rheinisch-Bergischer Kreis |
| 102                       | Leverkusen – Köln IV                                                             | Leverkusen, en in Keulen het stadtbezirk Mülheim |  | 103 | Wuppertal I                                         | Wuppertal minus de stadbezirken Cronenberg en Ronsdorf |
| 104                       | Solingen – Remscheid – Wuppertal II                                              | Solingen, Remscheid, en in Wuppertal de stadbezirken Cronenberg en Ronsdorf |  | 105 | Mettmann I                                          | in Kreis Mettmann de gemeenten Erkrath, Haan, Hilden, Langenfeld, Mettmann en Monheim |
| 106                       | Mettmann II                                                                      | In Kreis Mettmann de gemeenten Ratingen, Velbert, Heiligenhaus en Wülfrath |  | 107 | Düsseldorf I                                        | Düsseldorf stadtbezirken 1, 2, 4, 5, 6 en 7 |
| 108                       | Düsseldorf II                                                                    | Düsseldorf,stadbezirken 3, 8, 9 en 10 |  | 109 | Neuss I                                             | In Rhein-Kreis Neuss de gemeenten Dormagen, Grevenbroich, Neuss en Rommerskirchen |
| 110                       | Mönchengladbach                                                                  | Mönchengladbach |  | 111 | Krefeld I – Neuss II                                | In Krefeld de stadtbezirken West, Süd, Fischeln, Oppum-Linn und Uerdingen, in Rhein-Kreis Neuss de gemeenten Jüchen, Kaarst, Meerbusch en Korschenbroich |
| 112                       | Viersen                                                                          | Kreis Viersen |  | 113 | Kleve                                               | Kreis Kleve |
| 114                       | Wesel I                                                                          | Alpen, Wesel, Hamminkeln, Hünxe, Kamp-Lintfort, Schermbeck, Voerde, Xanten, Rheinberg, Sonsbeck |  | 115 | Krefeld II – Wesel II                               | In Krefeld de stadtbezirken Nord, Hüls, Mitte und Ost, en in Kreis Wesel de gemeenten Moers en Neukirchen-Vluyn |
| 116                       | Duisburg I                                                                       | Duisburg: de stadbezirken Mitte, Rheinhausen en Süd |  | 117 | Duisburg II                                         | Duisburg de stadbezirken Walsum, Hamborn, Meiderich/Beeck en Homberg/Ruhrort/Baerl |
| 118                       | Oberhausen – Wesel III                                                           | Oberhausen, en in Kreis Wesel de stad Dinslaken |  | 119 | Mülheim – Essen I                                   | Mülheim an der Ruhr, en in Essen stadbezirk IV |
| 120                       | Essen II                                                                         | Essen: stadbezirken I, V, VI en VII |  | 121 | Essen III                                           | Essen: stadbezirken II, III, VIII en IX |
| 122                       | Recklinghausen I                                                                 | Castrop-Rauxel, Recklinghausen en Waltrop |  | 123 | Recklinghausen II                                   | Datteln, Haltern, Herten, Marl, Oer-Erkenschwick |
| 124                       | Gelsenkirchen                                                                    | Gelsenkirchen |  | 125 | Steinfurt I – Borken I                              | In Kreis Steinfurt de gemeenten Horstmar, Metelen, Neuenkirchen, Ochtrup, Rheine, Steinfurt enWettringen, in Kreis Borken de gemeenten Ahaus, Gronau, Heek, Legden en Schöppingen |
| 126                       | Bottrop – Recklinghausen III                                                     | Bottrop, en in Kreis Recklinghausen de gemeenten Gladbeck en Dorsten |  | 127 | Borken II                                           | In Kreis Borken de gemeenten Bocholt, Borken, Gescher, Isselburg, Rhede, Stadtlohn, Südlohn, Velen, Vreden Heiden, Raesfeld en Reken |
| 128                       | Coesfeld – Steinfurt II                                                          | Kreis Coesfeld, en in Kreis Steinfurt de gemeenten Altenberge, Laer en Nordwalde |  | 129 | Steinfurt III                                       | Emsdetten, Greven, Hörstel, Hopsten, Ibbenbüren, Ladbergen, Lengerich, Lienen, Lotte, Mettingen, Recke, Saerbeck, Tecklenburg en Westerkappeln |
| 130                       | Münster                                                                          | Münster |  | 131 | Warendorf                                           | Kreis Warendorf |
| 132                       | Gütersloh                                                                        | Kreis Gütersloh minus Werther en Schloß Holte-Stukenbrock |  | 133 | Bielefeld                                           | Bielefeld, en in Kreis Gütersloh de gemeente Werther |
| 134                       | Herford – Minden-Lübbecke II                                                     | Kreis Herford, en in Kreis Minden-Lübbecke de gemeente Bad Oeynhausen |  | 135 | Minden-Lübbecke I                                   | Kreis Minden-Lübbecke minus Bad Oeynhausen |
| 136                       | Lippe I                                                                          | Lemgo, Lage, Bad Salzuflen, Oerlinghausen, Leopoldshöhe, Barntrup, Blomberg, Dörentrup, Kalletal en Extertal |  | 137 | Höxter – Lippe II                                   | Kreis Höxter, en in Kreis Lippe de gemeenten Detmold, Augustdorf, Horn-Bad Meinberg, Lügde, Schieder-Schwalenberg en Schlangen |
| 138                       | Paderborn                                                                        | Kreis Paderborn, en in Kreis Gütersloh de gemeente Schloß Holte-Stukenbrock |  | 139 | Hagen – Ennepe-Ruhr-Kreis I                         | Hagen, in Ennepe-Ruhr-Kreis de gemeenten Breckerfeld, Gevelsberg, Schwelm en Ennepetal |
| 140                       | Ennepe-Ruhr-Kreis II                                                             | In Ennepe-Ruhr-Kreis de gemeenten Hattingen, Herdecke, Sprockhövel, Wetter en Witten |  | 141 | Bochum I                                            | In Bochum de stadbezirken Mitte, Wattenscheid, Süd und Südwest |
| 142                       | Herne – Bochum II                                                                | Herne, en in Bochum de stadbezirken Nord en Ost |  | 143 | Dortmund I                                          | Dortmund: de stadbezirken Innenstadt-West, Innenstadt-Ost, Hombruch, Huckarde, Lütgendortmund en Mengede |
| 144                       | Dortmund II                                                                      | Dortmund de stadbezirken Innenstadt-Nord, Eving, Aplerbeck, Brackel, Hörde en Scharnhorst |  | 145 | Unna I                                              | Unna, Kamen, Bergkamen, Bönen, Fröndenberg, Holzwickede en Schwerte |
| 146                       | Hamm – Unna II                                                                   | Hamm, en in Kreis Unna die Gemeinden Lünen, Selm und Werne |  | 147 | Soest                                               | Kreis Soest |
| 148                       | Hochsauerlandkreis                                                               | Hochsauerlandkreis |  | 149 | Siegen-Wittgenstein                                 | Kreis Siegen-Wittgenstein |
| 150                       | Olpe – Märkischer Kreis I                                                        | Kreis Olpe, in Märkischen Kreis de gemeenten Lüdenscheid, Meinerzhagen, Kierspe, Halver, Herscheid en Schalksmühle |  | 151 | Märkischer Kreis II                                 | Iserlohn, Altena, Plettenberg, Werdohl, Balve, Hemer, Menden, Nachrodt-Wiblingwerde en Neuenrade |
| Saksen                    |                                                                                  | |  |     |                                                     | |
| 152                       | Nordsachsen                                                                      | Landkreis Nordsachsen |  | 153 | Leipzig I                                           | Leipzig: de stadbezirken Alt-West, Nord, Nordost, Nordwest en Ost |
| 154                       | Leipzig II                                                                       | Leipzig: de stadbezirken Mitte, Süd, Südost, Südwest en West |  | 155 | Leipzig-Land                                        | Landkreis Leipzig |
| 156                       | Meißen                                                                           | Landkreis Meißen |  | 157 | Bautzen I                                           | Landkreis Bautzen minus Arnsdorf, Ottendorf-Okrilla, Radeberg, Wachau, Großröhrsdorf en Bretnig-Hauswalde |
| 158                       | Görlitz                                                                          | Landkreis Görlitz |  | 159 | Sächsische Schweiz – Osterzgebirge                  | Landkreis Sächsische Schweiz-Osterzgebirge |
| 160                       | Dresden I                                                                        | Dresden zuidelijke deel |  | 161 | Dresden II – Bautzen II                             | Dresden noordelijke deel, en in de Landkreis Bautzen de gemeenten Arnsdorf, Ottendorf-Okrilla, Radeberg, Wachau, Großröhrsdorf en Bretnig-Hauswalde |
| 162                       | Mittelsachsen                                                                    | Landkreis Mittelsachsen oostelijk deel |  | 163 | Chemnitz                                            | Chemnitz |
| 164                       | Chemnitzer Umland – Erzgebirgskreis II                                           | Landkreis Mittelsachsen westelijk deel, Landkreis Zwickau oostelijk deel, Erzgebirgskreis, noordelijk deel |  | 165 | Erzgebirgskreis I                                   | Erzgebirgskreis zuidelijk deel |
| 166                       | Zwickau                                                                          | Landkreis Zwickau westelijk deel |  | 167 | Vogtlandkreis                                       | Vogtlandkreis |
| Hessen                    |                                                                                  | |  |     |                                                     | |
| 168                       | Waldeck                                                                          | Landkreis Waldeck-Frankenberg noordelijke deel, Landkreis Kassel westelijke deel |  | 169 | Kassel                                              | stad Kassel, Landkreis Kassel oostelijke deel |
| 170                       | Werra-Meißner – Hersfeld-Rotenburg                                               | Werra-Meißner-Kreis, Landkreis Hersfeld-Rotenburg |  | 171 | Schwalm-Eder                                        | Schwalm-Eder-Kreis, Landkreis Waldeck-Frankenberg zuidelijk deel |
| 172                       | Marburg                                                                          | Landkreis Marburg-Biedenkopf |  | 173 | Lahn-Dill                                           | Lahn-Dill-Kreis, en in Landkreis Gießen de gemeenten Biebertal en Wettenberg |
| 174                       | Gießen                                                                           | Landkreis Gießen minus Biebertal en Wettenberg, Vogelsbergkreis (nordwestl. Teil) |  | 175 | Fulda                                               | Landkreis Fulda, Vogelsbergkreis zuidoostelijk deel, Main-Kinzig-Kreis noordoostelijk deel |
| 176                       | Hochtaunus                                                                       | Hochtaunuskreis noordelijk deel, Landkreis Limburg-Weilburg oostelijk deel, |  | 177 | Wetterau                                            | Wetteraukreis, in Main-Kinzig-Kreis de gemeenten Bad Soden-Salmünster, Brachttal en Wächtersbach |
| 178                       | Rheingau-Taunus – Limburg                                                        | Rheingau-Taunus-Kreis, Landkreis Limburg-Weilburg westelijk deel |  | 179 | Wiesbaden                                           | Wiesbaden |
| 180                       | Hanau                                                                            | Main-Kinzig-Kreis zuidelijk deel |  | 181 | Main-Taunus                                         | Main-Taunus-Kreis, in het Hochtaunuskreis de gemeenten Königstein, Kronberg en Steinbach |
| 182                       | Frankfurt am Main I                                                              | Frankfurt am Main: de stadteile: Höchst, Altstadt, Bahnhofsviertel, Bockenheim, Dornbusch, Eschersheim, Innenstadt, Gutleutviertel, Gallusviertel, Westend, Ginnheim, Griesheim, Nied, Sindlingen, Zeilsheim, Unterliederbach, Sossenheim, Rödelheim, Hausen, Praunheim, Niederursel en Heddernheim |  | 183 | Frankfurt am Main II                                | Frankfurt am Main: de stadteile: Nordend, Ostend, Bornheim, Seckbach, Eckenheim, Preungesheim, Bonames, Berkersheim, Fechenheim, Oberrad, Riederwald, Frankfurter Berg, Nieder-Erlenbach, Nieder-Eschbach, Bergen-Enkheim, Harheim, Kalbach, Sachsenhausen, Niederrad en Schwanheim                    |
| 184                       | Groß-Gerau                                                                       | Landkreis Groß-Gerau |  | 185 | Offenbach                                           | Offenbach am Main, Landkreis Offenbach westelijk deel |
| 186                       | Darmstadt                                                                        | Darmstadt, Landkreis Darmstadt-Dieburg |  | 187 | Odenwald                                            | Odenwaldkreis, Landkreis Darmstadt-Dieburg oostelijk deel Landkreis Offenbach oostelijk deel |
| 188                       | Bergstraße                                                                       | Landkreis Bergstraße |  |     |                                                     | |
| Thüringen                 |                                                                                  | |  |     |                                                     | |
| 189                       | Eichsfeld – Nordhausen – Unstrut-Hainich-Kreis I                                 | Landkreis Eichsfeld, Landkreis Nordhausen, Unstrut-Hainich-Kreis noordwestelijk deel |  | 190 | Eisenach – Wartburgkreis – Unstrut-Hainich-Kreis II | Eisenach, Wartburgkreis, Unstrut-Hainich-Kreis zuidoostelijk deel |
| 191                       | Kyffhäuserkreis – Sömmerda – Weimarer Land I                                     | Kyffhäuserkreis, Landkreis Sömmerda, Landkreis Weimarer Land minus Verwaltungsgemeinschaft Grammetal |  | 192 | Gotha – Ilm-Kreis                                   | Landkreis Gotha, Ilm-Kreis |
| 193                       | Erfurt – Weimar – Weimarer Land II                                               | Erfurt, Weimar, en in Landkreis Weimarer Land de Verwaltungsgemeinschaft Grammetal |  | 194 | Gera – Jena – Saale-Holzland-Kreis                  | Gera, Jena, Saale-Holzland-Kreis |
| 195                       | Greiz – Altenburger Land                                                         | Landkreis Greiz, Landkreis Altenburger Land |  | 196 | Sonneberg – Saalfeld-Rudolstadt – Saale-Orla-Kreis  | Landkreis Sonneberg, Landkreis Saalfeld-Rudolstadt, Saale-Orla-Kreis |
| 197                       | Suhl – Schmalkalden-Meiningen – Hildburghausen                                   | Suhl, Landkreis Schmalkalden-Meiningen, Landkreis Hildburghausen |  |     |                                                     | |
| Rijnland-Palts            |                                                                                  | |  |     |                                                     | |
| 198                       | Neuwied                                                                          | Landkreis Neuwied, Landkreis Altenkirchen |  | 199 | Ahrweiler                                           | Landkreis Ahrweiler, Landkreis Mayen-Koblenz westelijk deel |
| 200                       | Koblenz                                                                          | Koblenz, Rhein-Lahn-Kreis westelijk deel, Landkreis Mayen-Koblenz oostelijk deel |  | 201 | Mosel/Rhein-Hunsrück                                | Rhein-Hunsrück-Kreis, Landkreis Cochem-Zell, Landkreis Bernkastel-Wittlich zuidelijk deel |
| 202                       | Kreuznach                                                                        | Landkreis Bad Kreuznach, Landkreis Birkenfeld |  | 203 | Bitburg                                             | Eifelkreis Bitburg-Prüm, Landkreis Vulkaneifel, Landkreis Bernkastel-Wittlich noordelijk deel |
| 204                       | Trier                                                                            | Trier, Landkreis Trier-Saarburg |  | 205 | Montabaur                                           | Westerwaldkreis, Rhein-Lahn-Kreis oostelijk deel |
| 206                       | Mainz                                                                            | Mainz, Landkreis Mainz-Bingen noordwestelijk deel |  | 207 | Worms                                               | Worms, Landkreis Alzey-Worms, Landkreis Mainz-Bingen zuidoostelijk deel |
| 208                       | Ludwigshafen/Frankenthal                                                         | Ludwigshafen am Rhein, Frankenthal, Rhein-Pfalz-Kreis noordelijk deel |  | 209 | Neustadt – Speyer                                   | Neustadt an der Weinstraße, Speyer, Landkreis Bad Dürkheim, Rhein-Pfalz-Kreis zuidelijk deel |
| 210                       | Kaiserslautern                                                                   | Kaiserslautern, Donnersbergkreis, Landkreis Kaiserslautern noordelijk deel, Landkreis Kusel |  | 211 | Pirmasens                                           | Pirmasens, Landkreis Kaiserslautern zuidelijk deel, Landkreis Südwestpfalz, Zweibrücken |
| 212                       | Südpfalz                                                                         | Landkreis Germersheim, Landkreis Südliche Weinstraße, Landau in der Pfalz |  |     |                                                     | |
| Beieren                   |                                                                                  | |  |     |                                                     | |
| 213                       | Altötting                                                                        | Landkreis Altötting, Landkreis Mühldorf am Inn |  | 214 | Erding – Ebersberg                                  | Landkreis Erding, Landkreis Ebersberg |
| 215                       | Freising                                                                         | Landkreis Freising, Landkreis Pfaffenhofen an der Ilm |  | 216 | Fürstenfeldbruck                                    | Landkreis Fürstenfeldbruck, Landkreis Dachau |
| 217                       | Ingolstadt                                                                       | Ingolstadt, Landkreis Eichstätt, Landkreis Neuburg-Schrobenhausen |  | 218 | München-Nord                                        | München: de stadbezirken Maxvorstadt, Schwabing-West, Moosach, Milbertshofen-Am Hart, Schwabing-Freimann en Feldmoching-Hasenbergl |
| 219                       | München-Ost                                                                      | München: de stadbezirken Altstadt-Lehel, Au-Haidhausen, Trudering-Riem, Berg am Laim, Bogenhausen en Ramersdorf-Perlach |  | 220 | München-Süd                                         | München: de stadbezirken Sendling, Sendling-Westpark, Obergiesing, Untergiesing-Harlaching, Thalkirchen-Obersendling-Forstenried-Fürstenried-Solln en Hadern |
| 221                       | München-West/Mitte                                                               | München: de stadbezirken Ludwigsvorstadt-Isarvorstadt, Schwanthalerhöhe, Neuhausen-Nymphenburg, Pasing-Obermenzing, Aubing-Lochhausen-Langwied, Allach-Untermenzing en Laim |  | 222 | München-Land                                        | Landkreis München, en in Landkreis Starnberg de gemeente Krailling |
| 223                       | Rosenheim                                                                        | Landkreis Rosenheim, Rosenheim |  | 224 | Starnberg                                           | Landkreis Starnberg minus Krailling, Landkreis Miesbach, Landkreis Bad Tölz-Wolfratshausen |
| 225                       | Traunstein                                                                       | Landkreis Traunstein, Landkreis Berchtesgadener Land |  | 226 | Weilheim                                            | Landkreis Weilheim-Schongau, Landkreis Garmisch-Partenkirchen, Landkreis Landsberg am Lech |
| 227                       | Deggendorf                                                                       | Landkreis Deggendorf, Landkreis Freyung-Grafenau |  | 228 | Landshut                                            | Landshut, Landkreis Kelheim, Landkreis Landshut |
| 229                       | Passau                                                                           | Passau, Landkreis Passau |  | 230 | Rottal-Inn                                          | Landkreis Rottal-Inn, Landkreis Dingolfing-Landau |
| 231                       | Straubing                                                                        | Straubing, Landkreis Regen, Landkreis Straubing-Bogen |  | 232 | Amberg                                              | Amberg, Landkreis Amberg-Sulzbach, Landkreis Neumarkt in der Oberpfalz |
| 233                       | Regensburg                                                                       | Regensburg, Landkreis Regensburg |  | 234 | Schwandorf                                          | Landkreis Schwandorf, Landkreis Cham |
| 235                       | Weiden                                                                           | Weiden in der Oberpfalz, Landkreis Tirschenreuth, Landkreis Neustadt an der Waldnaab |  | 236 | Bamberg                                             | Bamberg, Landkreis Bamberg zuidelijk deel Landkreis Forchheim westelijk deel |
| 237                       | Bayreuth                                                                         | Bayreuth, Landkreis Bayreuth, Landkreis Forchheim oostelijk deel |  | 238 | Coburg                                              | Coburg, Landkreis Coburg, Landkreis Kronach |
| 239                       | Hof                                                                              | Hof, Landkreis Hof, Landkreis Wunsiedel im Fichtelgebirge |  | 240 | Kulmbach                                            | Landkreis Kulmbach, Landkreis Bamberg noordelijk deel, Landkreis Lichtenfels |
| 241                       | Ansbach                                                                          | Ansbach, Landkreis Ansbach, Landkreis Weißenburg-Gunzenhausen |  | 242 | Erlangen                                            | Erlangen, Landkreis Erlangen-Höchstadt |
| 243                       | Fürth                                                                            | Fürth, Landkreis Fürth, Landkreis Neustadt an der Aisch-Bad Windsheim |  | 244 | Nürnberg-Nord                                       | Neurenberg noordelijk deel |
| 245                       | Nürnberg-Süd                                                                     | Neurenberg zuidelijk deel, Schwabach |  | 246 | Roth                                                | Landkreis Roth, Landkreis Nürnberger Land |
| 247                       | Aschaffenburg                                                                    | Aschaffenburg, Landkreis Aschaffenburg |  | 248 | Bad Kissingen                                       | Landkreis Bad Kissingen, Landkreis Rhön-Grabfeld, Landkreis Haßberge |
| 249                       | Main-Spessart                                                                    | Landkreis Main-Spessart, Landkreis Miltenberg |  | 250 | Schweinfurt                                         | Schweinfurt, Landkreis Schweinfurt, Landkreis Kitzingen |
| 251                       | Würzburg                                                                         | Würzburg, Landkreis Würzburg |  | 252 | Augsburg-Stadt                                      | Augsburg, en in Landkreis Augsburg de gemeente Königsbrunn |
| 253                       | Augsburg-Land                                                                    | Landkreis Augsburg minus Königsbrunn, Landkreis Aichach-Friedberg zuidelijk deel |  | 254 | Donau-Ries                                          | Landkreis Donau-Ries, Landkreis Aichach-Friedberg noordelijk deel, Landkreis Dillingen an der Donau |
| 255                       | Neu-Ulm                                                                          | Landkreis Neu-Ulm, Landkreis Unterallgäu noordwestelijk deel, Landkreis Günzburg |  | 256 | Oberallgäu                                          | Landkreis Oberallgäu, Landkreis Lindau, Kempten im Allgäu |
| 257                       | Ostallgäu                                                                        | Landkreis Ostallgäu, Landkreis Unterallgäu zuidoostelijk deel, Kaufbeuren, Memmingen |  |     |                                                     | |
| Baden-Württemberg         |                                                                                  | |  |     |                                                     | |
| 258                       | Stuttgart I                                                                      | Stuttgart: de stadbezirken West, Mitte, Süd, Nord, Birkach, Degerloch, Hedelfingen, Möhringen, Plieningen, Sillenbuch enVaihingen |  | 259 | Stuttgart II                                        | Stuttgart: de stadbezirken Ost, Weilimdorf, Feuerbach, Botnang, Bad Cannstatt, Stammheim, Zuffenhausen, Mühlhausen, Münster, Untertürkheim,Wangen en Obertürkheim |
| 260                       | Böblingen                                                                        | Landkreis Böblingen minus Steinenbronn en Waldenbuch |  | 261 | Esslingen                                           | Landkreis Esslingen noordelijk deel |
| 262                       | Nürtingen                                                                        | Landkreis Esslingen zuidelijk deel, in het Landkreis Böblingen de gemeenten Steinenbronn en Waldenbuch |  | 263 | Göppingen                                           | Landkreis Göppingen |
| 264                       | Waiblingen                                                                       | Rems-Murr-Kreis zuidelijk deel |  | 265 | Ludwigsburg                                         | Landkreis Ludwigsburg |
| 266                       | Neckar-Zaber                                                                     | Landkreis Ludwigsburg noordelijk deel, Landkreis Heilbronn zuidelijk deel |  | 267 | Heilbronn                                           | Heilbronn, Landkreis Heilbronn noordelijk deel |
| 268                       | Schwäbisch Hall – Hohenlohe                                                      | Landkreis Schwäbisch Hall, Hohenlohekreis |  | 269 | Backnang – Schwäbisch Gmünd                         | Ostalbkreis weatelijk deel, Rems-Murr-Kreis noordelijk deel |
| 270                       | Aalen – Heidenheim                                                               | Ostalbkreis oostelijk deel, Landkreis Heidenheim |  | 271 | Karlsruhe-Stadt                                     | Karlsruhe |
| 272                       | Karlsruhe-Land                                                                   | Landkreis Karlsruhe zuidelijk deel |  | 273 | Rastatt                                             | Landkreis Rastatt, Baden-Baden |
| 274                       | Heidelberg                                                                       | Heidelberg, Rhein-Neckar-Kreis noordelijk deel |  | 275 | Mannheim                                            | Mannheim |
| 276                       | Odenwald – Tauber                                                                | Neckar-Odenwald-Kreis, Main-Tauber-Kreis |  | 277 | Rhein-Neckar                                        | Rhein-Neckar-Kreis oostelijk deel |
| 278                       | Bruchsal – Schwetzingen                                                          | Landkreis Karlsruhe noordelijk deel, Rhein-Neckar-Kreis westelijk deel |  | 279 | Pforzheim                                           | Pforzheim, Enzkreis |
| 280                       | Calw                                                                             | Landkreis Calw, Landkreis Freudenstadt |  | 281 | Freiburg                                            | Freiburg im Breisgau, Landkreis Breisgau-Hochschwarzwald noordwestelijk deel |
| 282                       | Lörrach – Müllheim                                                               | Landkreis Lörrach, Landkreis Breisgau-Hochschwarzwald zuidwestelijk deel |  | 283 | Emmendingen – Lahr                                  | Landkreis Emmendingen, Ortenaukreis zuidelijk deel |
| 284                       | Offenburg                                                                        | Ortenaukreis noordelijk deel |  | 285 | Rottweil – Tuttlingen                               | Landkreis Rottweil, Landkreis Tuttlingen |
| 286                       | Schwarzwald-Baar                                                                 | Schwarzwald-Baar-Kreis, Ortenaukreis oostelijk deel |  | 287 | Konstanz                                            | Landkreis Konstanz |
| 288                       | Waldshut                                                                         | Waldshut en het oostelijke deel van Breisgau-Hochschwarzwald |  | 289 | Reutlingen                                          | Reutlingen |
| 290                       | Tübingen                                                                         | Tübingen en het noordelijke deel van Zollernalbkreis |  | 291 | Ulm                                                 | Ulm, Alb-Donau-Kreis |
| 292                       | Biberach                                                                         | Biberach, in kreis Ravensburg de gemeenten Aichstetten, Aitrach, Bad Wurzach en Kißlegg |  | 293 | Bodensee                                            | Bodenseekreis, in de Kreis Sigmaringen de gemeenten Herdwangen-Schönach, Illmensee, Pfullendorf en Wald |
| 294                       | Ravensburg                                                                       | Ravensburg minus Aichstetten, Aitrach, Bad Wurzach enKißlegg |  | 295 | Zollernalb – Sigmaringen                            | Het zuidelijke deel van Zollernalbkreis, Sigmaringenminus Herdwangen-Schönach, Illmensee, Pfullendorf en Wald |
| Saarland                  |                                                                                  | |  |     |                                                     | |
| 296                       | Saarbrücken                                                                      | In het Regionalverband Saarbrücken de gemeenten Saarbrücken, Großrosseln, Püttlingen, Riegelsberg, Kleinblittersdorf en Völklingen |  | 297 | Saarlouis                                           | Saarlouis minus Lebach en Schmelz en Merzig-Wadern |
| 298                       | Sankt Wendel                                                                     | St. Wendel, in Saarlouis de gemeenten Lebach en Schmelz, in Neunkirchen de gemeenten Eppelborn, Illingen, Merchweiler, Ottweiler en Schiffweiler, en in het Regionalverband Saarbrücken de gemeente Heusweiler                                                                                      |  | 299 | Homburg                                             | Saarpfalz-Kreis, in de Landkreis Neunkirchen de gemeenten Neunkirchen en Spiesen-Elversberg, in het Regionalverband Saarbrücken de gemeenten Friedrichsthal, Quierschied en Sulzbach/Saar |